# Joyce Dingwell
Joyce Dingwell (eigentlich Enid Joyce Owen Starr; schrieb auch unter dem Pseudonym Kate Starr; * 1908 in Ryde City, Australien; † 2. August 1997 in Kincumber, New South Wales, Australien) war eine australische Schriftstellerin. Sie schrieb über 80 Liebes- und Familienromane, die zwischen 1931 und 1986 erschienen.
Sie war die erste in Australien lebende australische Autorin, deren Werke im Verlag Milss & Boon veröffentlicht wurden. Wie sie zum Schreiben kam, beschrieb sie so:

“My romance writing began with an avid romance-reading mother who devoured so many romances each week that I decide to save library trips by supplementing the supply myself.”

„Mein Schreiben von Liebes- und Familienromanen begann mit einer Mutter, die begeisterte Leserin romantischer Romane war und jede Woche so viele Romane verschlang, dass ich mich entschloss, die Wege zur Bibliothek zu sparen, indem ich den Nachschub selbst schuf.“

## Werke

### Als Joyce Dingwell

#### Einzelromane
- Hum of the Forest (1931)
- Australian Hospital (1955)
- Greenfingers Farm (1955)
- Second Chance (1956)
- Will You Surrender? (1957)
- Wednesday's Children (1957), aka Nurse Trent's Children
- If Love You Hold (1958), aka Love and Dr. Benedict, aka Doctor Benedict (USA)
- The Coral Tree (1958)
- Nurse Jess (1959)
- The Girl at Snowy River (1959)
- The House in the Timberwoods (1959)
- Tender Conquest (1960)
- Nurse Trent's Children (1961) aka Wednesday's Children
- The Third in the House (1961)
- The Wind and the Spray (1961)
- River Nurse (1962)
- The Boomerang Girl (1962)
- The New Zealander (1963)
- The English Boss (1964)
- The Kindly Giant (1964)
- The Timber Man (1964)
- Project Sweetheart (1965)
- The Man from the Valley (1966)
- A Taste for Love (1967)
- Clove Orange (1967)
- I and My Heart (1967)
- The Feel of Silk (1967)
- Nurse Smith, Cook (1968) aka No Females Wanted
- Hotel Southerly (1968/07)
- Venice Affair (1968/09)
- Demi-Semi Nurse (1969/01)
- Spanish Lace (1969/01)
- One String for Nurse Bow (1969/09)
- Crown of Flowers (1969/10)
- September Street (1969/11)
- The Drummer and the Song (1969/12)
- Mr. Victoria (1970/01)
- West of the River (1970/05) aka Guardian Nurse
- Pool of the Pink Lilies (1970/10)
- Nickel Wife (1970/12)
- A Thousand Candles (1971/05)
- Sister Pussycat (1971/10)
- Wife to Sim (1972/02)
- Red Ginger Blossom (1972/03)
- Friday's Laughter (1972/08)
- There Were Three Princes (1972/09)
- The Mutual Look (1973/07)
- The Habit of Love (1974/05)
- The Cattleman (1974/06)
- Flamingo Flying South (1974/07)
- The New Broom (1974/10)
- Love and Lucy Brown (1974/12)
- The Kissing Gate (1975/01)
- Cane Music (1975/05)
- Deep in the Forest (1975/10)
- Corporation Boss (1975/11)
- The Road Boss (1976/01)
- Echo of Rory (1976/03)
- Inland Paradise (1976/09)
- A Drift of Jasmine (1977/04)
- Remember September (1977/08)
- Year of the Dragon (1977/11)
- All the Days of Summer (1978/03)
- The Truth Game (1978/06)
- Tender Wings of Spring (1978/08)
- The Boss's Daughter (1978/09)
- The Angry Man (1979/06)
- Come Back to Love (1980/04)
- The All-the-Way Man (1980/12)
- A Man Like Brady (1981/03)
- Brother Wolf (1983/01)
- Arousing Touch (1983/08)
- Thousand Ways of Loving (1986/04)
- Indian Silk (1986/06)

#### Omnibus
- Red Ginger Blossom / Wife to Sim / The Pool of Pink Lilies (1982)
- Thousand Candles / The Mutual Look / There Were Three Prices (1983)

#### Sammlungen in Gemeinschaftsarbeit
- Orphan Bride / Full Tide / House in the Timberwoods (1971) (with Celine Conway and Sara Seale)
- Velvet Spur / The Habit of Love / Extraordinary Engagement (1979) (with Jane Arbor and Marjorie Lewty)
- Deep in the Forest / Lord of the Forest / When Winter Has Gone (1981) (with Rachel Ford and Hilda Pressley)
- The Man From Coral Bay / Corporation Boss / Glen of Sighs (1981) (with Jan Anderson and Lucy Gillen)

### Als Kate Starr

#### Einzelromane
- Dolan of Sugar Hills (1961)
- The Nurse most Likely (1962)
- Satin for the Bride (1963)
- The Enchanted Trap (1963)
- Dalton's Daughter (1964)
- Patricia and the Rosefields (1964)
- Sister for the Cruise (1964) aka Ship's Doctor
- Bells in the Wind (1966)
- Wrong Doctor John (1966)